# Marsova polja (Pariz)
Marsovo polje (Champ de Mars)  veliki zeleni prostor u Parizu, smešteno u četvrti Invalides, između Ajfelove kule na severozapadu i vojne škole na jugoistoku. Nazvano je po Marsovom polju (Campus Martius) u Rimu.